# Valkó
Valkó es un pueblo húngaro perteneciente al distrito de Gödöllő, condado de Pest.

## Superficie
Cuenta con una superficie de 37,59 km².

## Demografía
Hasta 2024 la población era de 2527 habitantes, con una densidad de población de 67,22 hab/km².
| Gráfica de evolución demográfica de Valkó entre 2020 y 2024 |
|                                                             |
| Datos según la Oficina Central de Estadística de Hungría.   |